# Наксос Сицилійський
Наксос (дав.-гр. Νάξος) — давньогрецька колонія на східному узбережжі Сицилії у 735 р. до н. е., заснована вихідцями з Халкіди. Історики традиційно вважають його першою з сицилійських колоній, хоча, швидше за все грецьке поселення на місці Занкли з'явилося трохи раніше. Місто швидко зростало та вже через 5 років разом з метрополією засновувало власні колонії — Леонтіни та Катану.
На початку V ст. до н. е. Наксос потрапив під владу Гели, потім — Сіракуз. У 461 до н. е. відновив незалежність, разом із леонтінцямі й афінянами воював проти Сіракуз.
Зруйнований сіракузським тираном Діонісієм Старшим. Мешканці Наксоса у 358 до н. е. переселені до Тавроменія.
На місці давнього Наксоса зараз розташоване туристичне селіще Джардіні-Наксос («сади Наксоса»).

## Відомі громадяни
- Тісандр Наксоський — визначний давньогрецький атлет-боксер